# Веломобили в СССР

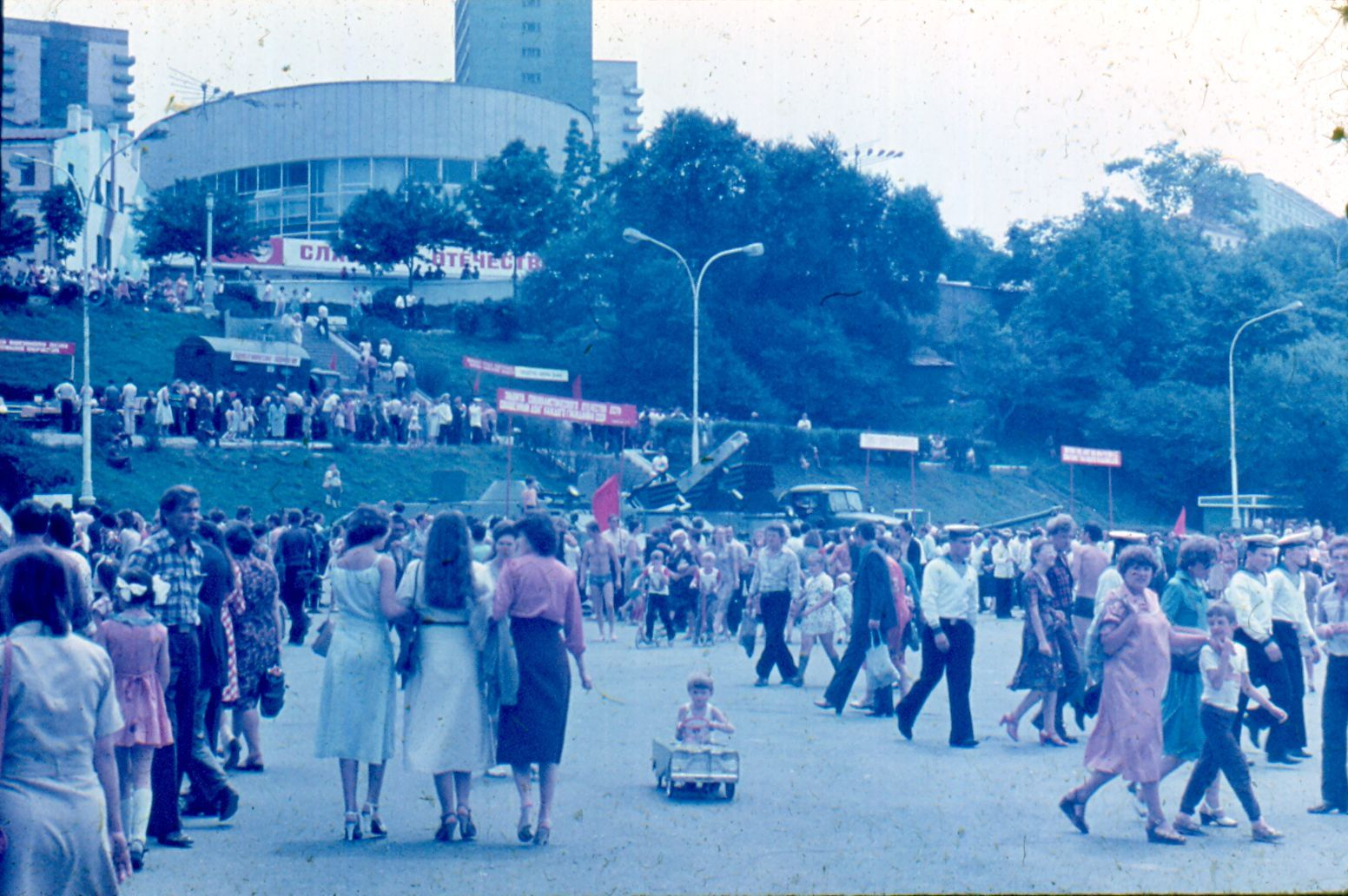
Мальчик управляет детским педальным автомобилем "НЕВА".
Владивосток, День ВМФ, 1982 год, набережная Спортивной Гавани, показ военной техники

Первые кузовные веломобили в СССР были построены в 1930-х гг. Проводились пробеги веломобилистов.
В 1931 г. в Москве прошёл Первый всесоюзный слёт юных друзей Добровольного общества содействию развития автомобильного транспорта, тракторного и дорожного дела. Основной целью проведения этого мероприятия была популяризация технического творчества. В этот период среди пионеров были популярны самодельные педальные автомобили. Регулярно проводились семинары на тему «Как построить самодельный педальный автомобиль». В московском центральном парке культуры и отдыха проводились соревнования педальных машин.
В сентябре 1933 г. около тридцати пионеров на восьми педальных машинах отправились в пробег Москва — Ногинск — Москва. Возраст участников был от 10 до 16 лет. Маршрут длиной 110 км юные веломобилисты преодолели без единой поломки за четыре дня. На каждой остановке происходили встречи с местной молодёжью и общение на тему педального транспорта.
Следующий пробег веломобилей состоялся 8 июня 1934 г. Участниками пробега были пионеры детского технического клуба при фабрике «Трёхгорная мануфактура». Похожие мероприятия происходили и в других республиках и областях. Например, в Узбекской ССР был организован веломобильный поход по маршруту Самарканд — Ташкент длинной 300 км. Педальные автомобили узбекских пионеров были похожи по дизайну на автомобили «Форд» той поры. Типичный веломобиль имел длину полтора метра и весил около 30 кг. Колёса педального автомобиля были дисковыми, шины — велосипедные. Привод такого веломобиля был цепным, односкоростным. Пионеры испытывали свои педальные машины, устраивая гонки на дистанции 500 метров на просёлочных дорогах.
В августе 1934 г. состоялся Всесоюзный автопробег детских педальных автомобилей по маршруту Москва — Подольск. В соревнованиях принимали участия 20 быстрейших веломобилистов-пионеров из Харькова, Киева, Иванова, Воронежа и Москвы. Был проведён спринт на 200 метров. В заезде победу одержал Юра Филимонов, пионер из Москвы, проехав дистанцию за 44,5 сек. В конце зачётного участка он развил скорость 16,2 км/ч.
Следующий Всесоюзный слёт юных друзей Автодора был организован в июле 1935 г. В этот раз мероприятие было намного массовее предыдущих: более 170 мальчиков и девочек привезли с собой полсотни разнообразных педальных машин.

## Советские веломобили с линейным приводом
Появление веломобилей с линейным приводом в СССР в конце 1970-х гг было вызвано сообщениями про успешные испытания американского «Педикара» Р. Бундшуха и дефицитом личного транспорта у советских граждан. Такие веломобили были задуманы как замена велосипеда и автомобиля для коротких городских поездок. Советские конструкторы предполагали, что такие веломобили будут храниться в квартирах, поэтому их конструкция выполнена складной и максимально облегчённой.
Первым советским веломобилем с приводом на основе качающихся рычагов-педалей стала «Вита», построенная Ю. К. Стебченко, преподавателем Харьковского политехнического института в 1975 г. Оригинальной особенностью веломобиля стал механизм бесступенчатого изменения передачи.
Спустя пару месяцев В. Ульяновский, главный конструктор Московского завода холодильников, создал и построил складной двухместный веломобиль «Колибри-35» в 1976 г. Веломобиль был построен по трёхколёсной схеме с двумя ведущими задними колёсами и одним передним, управляемым. Система бесступенчатого переключения передач обеспечивала передаточный диапазон в 370 %. Двухместный «Колибри-35» весил всего 35 кг. Веломобиль получил серебряную медаль ВДНХ СССР. «Колибри-35» был рекомендован Минавтопромом СССР к серийному выпуску в 1980-х гг., однако неповоротливость и загруженность советских предприятий не позволило этого сделать.
Вершиной развития концепции «веломобиль-чемодан» стал «ВелАКир» конструкции Кира Бернадского, художника из г. Чкаловска, разработавший свой сверхкомпактный, складной веломобиль в конце 1970-х гг. Этот двухместный веломобиль имел очень низкий вес (26 кг) и необычайно компактные габариты в сложенном состоянии благодаря конструкции кузова: клеёнчатый обтекатель с плёночными окнами был натянут на пространственный каркас.
Во время эксплуатация веломобилей с линейным приводом был выявлен ряд недостатков такого привода. Больше всего нареканий было вызвано низким КПД привода, который, по мнению испытателей, был вызван невозможностью эффективно использовать обратное движение ног водителя. Привод на основе качающихся рычагов-педалей имел ряд преимуществ, однако изобретатели не смогли устранить существенные недостатки, что повлекло спад интереса к такому типу привода в конце 1980-х гг.
Одним из последних веломобилей с линейным приводом стал двухместный веломобиль «ЛЭМ-05» (лаборатория экспериментальных машин, пятая модель), разработанный и построенный командой веломобильных энтузиастов под руководством инженера В. Н. Бородянца в городском Дворце пионеров имени Ю. А. Гагарина в г. Орел. Испытания показали, что веломобиль способен преодолевать подъём до 30° и разгоняться до 35 км/ч.

## Московский Клуб энтузиастов биотранспорта
Московский Клуб энтузиастов биотранспорта был основан 14 мая 1986 г. Ульяновским Вениамином Вениаминовичем, главным конструктором Московского завода холодильников. С 1986 по 1993 г. клуб проводил московские фестивали альтернативной велотехники «Золотое Кольцо». В мероприятиях участвовали любители веломобилей со всего СССР. Фестиваль традиционно завершался пробегом веломобилей по Золотому кольцу России. В конце 1980-х гг КЭБ был одним из крупнейших клубов веломобилистов в мире. Клуб продолжает свою деятельность и сейчас. 14 мая 2011 г. КЭБу исполнилось четверть века.

## Чемпионаты и фестивали веломобилей в СССР
- Ежегодный велофестиваль в г. Шяуляй (1983—1989 гг)[11]
- Веломобильные фестивали «Золотое кольцо»[12]
- Всесоюзный фестиваль экологических видов транспорта — 1988 г, город Новгород.[13]
- Всесоюзный фестиваль экологических видов транспорта — 1989 г, город Николаев.[14][15]
- Первый веломобильный чемпионат СССР — 1990 г, город Минск.
- Всесоюзный фестиваль экологических видов транспорта — 1990 г, город Полтава.[16]
- Второй веломобильный чемпионат СССР — 1991 г, город Запорожье.[17][18]

## «Шмель» Е. Пинигина
Евгений Борисович Пинигин стал лауреатом Всесоюзного конкурса экологического транспорта в г. Николаеве за кузовной веломобиль «Шмель» в 1989 г. Веломобиль занял первое место по конструкции. «Шмель» имеет ряд технических решений, которые отличают его от аналогов: подвеска всех колёс на демпфирующей резиновой ленте, передние мембранные пневматические тормоза своей конструкции, подключаемый ручной привод, а также возможность фиксации передней подвески в положении крена для прохождения крутых поворотов.

## Веломобили команды профессора В. Довиденаса
В. И. Довиденас, профессор Вильнюсского инженерно-строительного института, вместе с студентами и коллегами сконструировал и построил двенадцать веломобилей разных типов начиная с 1975 г. В состав команды веломобильных энтузиастов входили Б. Варно, канд. тех. наук А. Рамонис, В. Рузгис, И. Пилипонис, А. Ремейка и коллектив Пренайского завода экспериментальной авиации.
Профессор Довиденас был одним из организаторов Шяуляйского веломобильного фестиваля, который проходил ежегодно в 1983-89-х гг. Лучшие веломобили фестиваля были продемонстрированы на Международном спортивном центре XII Всемирного фестиваля молодёжи и студентов в Москве. Одним из лучших веломобилей стал спортивный «Вильнюс-82». Веломобиль вызвал широкий интерес и его изображение было размещено на спичечных коробках.
В. Довиденас опубликовал ряд статей про экологический биотранспорт в конце 1970-х гг. Обобщением его исследований стала книга «Веломобили», которая вышла в свет на трёх языках: литовском (1979 г), русском (1986 г) и немецком (1990 г).

## Спортивный веломобиль «МАДИ-ВС1»
В 1982-84 гг. под руководством профессора А.Нарбута группа студентов МАДИ спроектировала и построила несколько моделей веломобилей. Лучшим веломобилем команды стал «МАДИ-ВС1», построенный в мае 1983 г. Спортивный одноместный веломобиль был построен студентами Н. Беловым, Н. Дубининым, Ю. Медовщиковым, А. Ортега-Хилем и О. Хохловой.
Кузов веломобиля сделан из стеклопластика и оснащён откидывающимся в сторону прозрачным колпаком кабины. Конструкторы выбрали трёхколёсную схему. Переднее, управляемое колесо размещалось внутри обтекаемого корпуса, а задние, ведущие — снаружи. Масса веломобиля 63,5 кг. На испытаниях «МАДИ-ВС1» показал скорость 50 км/ч.
Веломобиль был показан в передаче «Это вы можете» и вызвал большой интерес у зрителей.

## Веломобили с передним ведущим и управляемым колесом
«Велотрон» В. Мазурчака 
Инженер с г. Полтава Владимир Мазурчак начал разработку простого, компактного и надёжного веломобиля для повседневного использования в 1980 г. Конструктору потребовалось несколько лет, чтобы оптимизировать конструкцию. В результате получился надёжный, технологичный и эффективный трёхколёсный веломобиль «Велотрон». Переднее колесо веломобиля является одновременно ведущим и управляемым. Переднеприводной веломобиль получил приз на одном из веломобильных фестивалей в литовском городе Шяуляе. Переднеприводная схема позволила сделать привод компактным и эффективным. Веломобиль имеет габариты (мм) — 1650х880х725. Масса «Велотрона» 18-20 кг.
Веломобиль получил признание среди сторонников биотранспорта. Веломобильными энтузиастами было построено много вариаций на тему этого веломобиля.
 Велогрузовик «Муравей» Н. Ватина 
В 1988 г. Никита Ватин из г. Клайпеда построил «Муравей», один из лучших советских грузовых веломобилей. Прототипом «Муравья» был «Велотрон» В. Мазурчака. «Муравей» был задуман как транспортное средство для перевозки сварочного аппарата и другого оборудования весом до 100 кг. Объём грузовой платформы составил 0,2 куб.м. Переднеприводной веломобиль-трансформер мог легко преобразовываться в лежачий велосипед и садовою тачку. Для осуществления такой трансформации нужно было менее минуты.
Переднее колесо было ведущим и управляемым одновременно. Отличительной особенностью «Муравья» была передняя вилка, установленная под углом 45 градусов. Это техническое решения минимизировало негативное влияние педалирования на управление веломобилем.
Всего Н. Ватиным было изготовлено пять грузовых веломобилей. На последнем, пятом по счету веломобиле, кузов был оборудован съёмной алюминиевой крышкой, покрашенной в жёлтый цвет. Этот экземпляр был подарен Шяуляйскому велосипедному музею.

## Веломобили А. Галкина и А. Кудрявцева
Питербуржцы Александр Галкин и Андрей Кудрявцев создали ряд технически совершенных и оригинальных веломобилей в конце 1980-х гг. Творческий тандем вошёл в историю советского и российского веломобилестроения, как создатель высококлассных веломобилей «Круиз», «Кроха», «Скумбрия», «Дельфин», «Дельфин-2» и «чертежи.веломобиля.галкина.и.кудрявцева
-3».

## Утилитарные веломобили А. Егорова
Александр Яковлевич Егоров, инженер-конструктор с г. Коломна, — автор многих веломобилей, разработанных и построенных в конце 1980-х гг. Изобретатель создавал веломобили для выполнения практичных задач: отвезти детей в детский сад или школу, ежедневные поездки на работу и в магазин.
«Парус»
«Парус» — двухместный комфортабельный веломобиль. Конструктору потребовалось три недели, чтоб создать веломобиль с нуля. Веломобиль построен по трехколесной схеме. Переднее колесо управляемое, два задних — ведущие. На задние колёса приходится 70 % массы веломобиля. Кузов — каркасного типа, покрытый кожзаменителем и клеёнкой. Минимальный радиус поворта — 2,5 м. Масса веломобиля 40 кг. Максимальная скорость 25 км/ч.
Самодельный веломобиль С. Александрова и А. Галкина, построенный по мотивам «Паруса»
«Тролль»
«Тролль» — четырёхколёсный комфортабельный веломобиль для коротких поездок по городу. Несущий кузов каркасного типа выполнен из дюральалюминиевых трубок. Веломобиль оснащён независимой подвеской всех колёс. Ход передней подвески — 50 мм, задней — 20 мм.
Технические характеристики
- Масса: 48 кг
- Вместимость: 2+2 (двое взрослых и двое детей дошкольного возраста)
- Максимальная скорость: 25 км/ч
- Габариты: 1980 х 1140×830 мм.
- База: 1450 мм
- Колея: 970 мм
- Дорожный просвет: 100 мм
- Минимальный радиус поворота: 3,5 метра

## Педальный автомобиль «Надежда» В. Краснова
«Надежда» — комфортабельный четырёхколёсный педальный автомобиль, построенный В. Красновым из г. Коломна в феврале 1990 г. Несущий закрытый кузов веломобиля сделан по технологии судномоделирования: части фанерного кузова соединяются проволочными скрутками с последующей оклейкой швов полосками стеклоткани. Стекла веломобиля вклеены в кузов и сделаны из оргстекла толщиной 1,5 мм.
Для улучшения аэродинамики и внешнего вида велосипедные колёса покрыты матерчатыми колпаками. Веломобиль оборудован зависимой передней и задней подвесками. Радиус поворота — 3,5 м. Торможение осуществляется одной ручкой, задействующей оба барабанных тормоза. Передние звездочки имеют размер 56 и 48 зубцов. Всего у веломобиля десять передач. Вентиляция салона обеспечивается регулируемыми заборниками воздуха.
Технические характеристики
- Количество мест: одно
- Длина: 2280 мм
- Ширина: 800 мм
- Высота: 940 мм
- Колёсная база: 1380 мм
- Колея: 700 мм
- Клиренс: 120 мм
- Масса: 34 кг
- Максимальная скорость: 45 км/ч

## Веломобили-стримлайнеры «Московские рыбки»
Велоконструктор Б. Заколдаев создал несколько веломобилей-стримлайнеров, оснащённых обтекаемым кузовом, похожим на рыбу. В частности, гоночный стримлайнер «Золотая рыбка», представленный на Московском фестивале — смотре веломобилей в августе 1988 года. Более новая модель Б.Заколдаева, получившая название «ЗАК», стала единственным российским стримлайнером, участвовавшим в соревнованиях за океаном. Александр Нилов — чемпион СССР по велоспорту среди юниоров — установил рекорд на велотреке в Крылатском в одиночной гонке, проехав 60 км за 1 час. Стримлайнер «ЗАК» был награждён медалью ВДНХ в 1988 году, получил призы выставок в Швейцарии, США и Голландии. Было изготовлено несколько различных экземпляров.

## Гоночная команда веломобилистов «Скорпион»/«Беркут»
Команда гоночных веломобилистов «Скорпион» была основана авиационными инженерами Александром Ждановичем, Вадимом Мазаевым и Владимиром Штракиным. Командой был разработан гоночный веломобиль «Скорпион-2М», который занял второе место в спринте с ходу на 200 метров в международных гонках веломобилей в Польше в 1989 г.
В 1990 г. А. Жданович вышел из команды, оставив за собой бренд «Скорпион». В том же году В. Мазаев и В. Штракин основали новую команду «Беркут». Конструкторами была разработана серия высококлассных гоночных веломобилей «Беркут», «Беркут-2», «Berkut-Polinter», «В-200». Команда принимала участие в веломобильных гонках в Польше, Швейцарии и Нидерландах.

## Гоночные веломобили В. Смирнова
Владимир Смирнов на «Вектор-Скиф», веломобиле своей конструкции, разогнался до 75 км/ч, установив всесоюзный рекорд скорости на веломобиле в спринте 200 м с ходу. Рекорд был установлен на всесоюзном фестивале экологических видов транспорта 1990 г. в городе Полтава. Рекорд, установленный В. Смирновым, остается непобитым до сих пор (для стран СНГ).

## Детские веломобили
В СССР производили серийно машинки с педальным приводом для детей, детские веломобили были похожи на автомобили для взрослых, того периода, когда они производились.